# Omid Djalili
Omid Djalili, né le 30 septembre 1965 est un comédien britannique, un producteur de télévision et un écrivain d'origine iranienne et de confession baha'ie. 
Il a joué en 2004 dans Modigliani de Mick Davis dans le rôle de Pablo Picasso aux côtés d'Elsa Zylberstein et d'Andy Garcia. Il prête sa voix à Yusuf Amir dans Grand Theft Auto: The Ballad of Gay Tony.

## Jeunesse et éducation
Omid Djalili est né à Chelsea, à Londres, de parents bahá'ís iraniens,. Il fréquente la Holland Park School puis l'Ulster University à Coleraine, en Irlande du Nord, où il étudie l'anglais et le théâtre.

## Carrière comique
Son premier succès significatif a lieu au Edinburgh Festival Fringe en 1995 avec Short, Fat Kebab Shop Owner's Son, suivi de The Arab and the Jew avec le comédien juif Ivor Dembina en 1996,.
Il joue dans de nombreux pays, dont l'Australie, l'Irlande, la Suède, la Belgique, le Canada et les États-Unis, où il a son propre spectacle sur HBO et a tourné dans 22 épisodes de la sitcom NBC Whoopi avec Whoopi Goldberg. 
Il a participé à l'émission Comic Relief après le tremblement de terre et le tsunami dans l'océan Indien de 2004 et aussi en 2005 il apparait dans l'émission de télévision britannique Top Gear en tant que pilote de célébrité,. La même année, il battu les records du box-office du Festival d'Édimbourg avec plus de 16 500 billets vendus,. 
En 2006, Sky Television le choisit présenter leurs films de début de soirée du samedi, et il annonce une nouvelle tournée au Royaume-Uni appelée No Agenda, de janvier 2007 à mars 2007, couvrant 23 dates différentes sortie en DVD. 
Le 18 mars 2007, il est élu par le public britannique comme le 60e meilleur comédien de stand-up dans l'émission The 100 Greatest Stand-Ups,. Le 26 octobre 2007, il est invité au quiz politique de la BBC Have I Got News for You. L'Omid Djalili Show est diffusée sur BBC1 à partir du 17 novembre 2007. C'est un mélange de sketches et de stand-up. Une deuxième saison est enregistrée fin 2008 et diffusée sur BBC 1 le 20 avril 2009. Il joue dans We Are Most Amused sur ITV1 pour le 60e anniversaire du prince Charles en 2008. 

## Carrière d'acteur
Omid Djalili apparait dans de nombreux films, notamment Gladiator, La Momie, Carton rouge, Le monde ne suffit pas, Alien Autopsy, Spy Game : Jeu d'espions, Capitaine Sky et le Monde de demain, Grow Your Own, Coup de foudre à Notting Hill, Mr. Nice, Pirates des Caraïbes : Jusqu'au bout du monde, Sex and the City 2 et prête sa voix à un personnage dans Nos voisins, les hommes. 
Il s'est exprimé sur le fait qu'il était souvent amené à jouer des personnages stéréotypés orientaux, comme dans Le monde ne suffit pas tant que «second agent de conduite de pétrole azerbaïdjanais». Il apparait en tant que Nasim dans la sitcom américaine Whoopi, avec Whoopi Goldberg, et a remporté un prix international du film du meilleur second rôle masculin à Casanova, aux côtés de Heath Ledger et Jeremy Irons. 
Le 12 février 2009, le producteur Cameron Mackintosh annonce qu'Omid  Djalili apparaîtra comme le deuxième Fagin dans la nouvelle production d'Oliver! au Théâtre de Drury Lane, Londres. Il succède à Rowan Atkinson après le 18 juillet 2009.
En 2009, il prête sa voix à Yusuf Amir dans la série de jeux vidéos Grand Theft Auto. Il a pris le rôle dans le jeu dérivé Grand Theft Auto: The Ballad of Gay Tony. En 2010, il joue dans le film The Infidel, scénarisé par David Baddiel. 
En 2010, il joue dans une série de publicités télévisées et cinématographiques pour Moneysupermarket.com et dans la sitcom éphémère NBC The Paul Reiser Show. 
Pour le projet pédagogique BBC Off By Heart Shakespeare, il joue Lord Capulet de Roméo et Juliette et prononce le fameux discours «Hang thee, young baggage, disobedient wretch!». 
Il apparaît dans l'adaptation Sky TV de Moonfleet tournée en Irlande en 2013 et dans la deuxième saison de Thunderbirds Are Go en octobre 2016 interprétant le personnage de Horse Williams. Il prête sa voix à un personnage dans la comédie animée en stop motion 2015 Shaun the Sheep Movie.
En 2017, Omid Djalili apparait dans une représentation acclamée de Un violon sur le toit au Chichester Festival Theatre puis, en 2019, en tant que Dr Lenselius, dans l'adaptation de la BBC de À la croisée des mondes de Philip Pullman.
En 2025, il apparaît dans le vidéo clip de Azizam, la nouvelle chanson de Ed Sheeran.

## Autres activités
En 2008, il est juge officiel du festival du Noor Iranian Film Festival. En juin 2010, Omid Djalili apparait dans un concert du Meltdown Festival donné par l'Orchestre Philharmonia au Queen Elizabeth Hall de Londres, interprétant le rôle du narrateur dans «Rubaiyat», un poème symphonique du compositeur classique américain Alan Hovhaness qui met en musique les mots de Omar Khayyam. 

## Controverse
En 2019, il est critiqué pour avoir fait des remarques désobligeantes sur la langue galloise sur Twitter après avoir publié une photo d'un panneau routier écrit en gallois et écrit en dessous: «Il y a des choses pires que d'être gallois, dyslexique et d'avoir un terrible bégaiement. Mais pas beaucoup». En réponse à la réaction défavorable, il ajoute : «Je vais suggérer à Sioned une émission avec ces magnifiques réactions», se référant à Sioned Wiliam, le responsable des programmes humoristiques à BBC Radio, qui est gallois. Il a refusé de s'excuser. Nigel Owens a déclaré que la blague «n'était tout simplement pas drôle», la qualifiant de «plaisanterie bon marché et offensante sur la langue d'un pays qui insulte inutilement les personnes touchées par la dyslexie ou les problèmes d'élocution».

## Vie privée
En 1992, il a épousé l'actrice Annabel Knight, avec qui il a trois enfants : Isabella, Louis et Daniel. C'est un bahá'í pratiquant,. 
Omid Djalili est un fan de Chelsea et est apparu à plusieurs reprises sur la chaîne interne du club, Chelsea TV,.

## Distinctions
Omid Djalili a remporté plusieurs prix. Il s'agit notamment du prix EMMA, du Time Out Award et du LWT Comedy Award du meilleur comédien de stand-up, du prix Spirit of the Fringe ainsi que du One World Media Award pour son documentaire de Channel 4, Bloody Foreigners. 
Il a également été nommé pour des prix, tels que le prix Perrier du meilleur comédien, le prix Gemini de la meilleure performance comique de 2003, le South Bank Award de la meilleure performance comique de 2003, le Royal Television Society Award du meilleur stand-up et le European TV Award pour ses Bloody Foreigners.

## Filmographie

### Cinéma
- 1999 : La Momie : Gardien Gad Hassan
- 1999 : Coup de foudre à Notting Hill : Caissier au café
- 1999 : Vaches folles : George
- 1999 : Le monde ne suffit pas : Contremaître
- 2000 : Gladiator : Négrier
- 2001 : Spy Game : Jeu d'espions : Beyrouth: Doumet
- 2001 : Carton rouge : Raj
- 2002 : Anita et moi : Oncle Amman
- 2003 : Cross My Heart : Riz
- 2004 : Deadlines : Abdul Sayyaf
- 2004 : Calcium Kid : Herbie Bush
- 2004 : Modigliani : Pablo Picasso
- 2004 : Capitaine Sky et le Monde de demain : Kaji
- 2005 : Casanova : Lupo
- 2006 : Alien Autopsy (en) : Melik
- 2006 : Nos voisins, les hommes : Tiger
- 2007 : Grow Your Own (en): Ali
- 2007 : Pirates des Caraïbes : Jusqu'au bout du monde : Askay / Pusasn
- 2008 : Love Gourou : Guru Satchabigknoba
- 2009 : Dead Man Running : Bald Fat Fuck
- 2010 : The Infidel : Mahmud Nasir
- 2010 : Sex and the City 2 : M. Safir
- 2010 : Animaux et Cie : Bongo (voix)
- 2010 : Mr. Nice : Saleem Malik
- 2011 : Big Fat Gypsy Gangster : Jik Jickkles
- 2015 : Shaun le mouton, le film : Trumper (voix)
- 2015 :Molly Moon and the Incredible Book of Hypnotism (en) : Barry Rix
- 2016 : The Comedian's Guide to Survival : Lui-même
- 2018 : Mamma Mia! Here We Go Again : Agent des douanes grecques
- 2018 : Casse-Noisette et les Quatre Royaumes : Cavalier
- 2023 :  Love Again : un peu, beaucoup, passionnément  : Mohsen

### Télévision
- 1996 : The Friday Night Armistice : Lui-même
- 1998 : Alexei Sayle's Merry-Go-Round
- 1998 :Barking
- 1999 : Inspecteur Wexford : Mr Kaiafas
- 1999 : The Bill : Yilmaz Demirtas
- 1999 : Cléôpatre : Storemaster
- 1999 : Coming Soon : Amir Hassan
- 1999-2001 : Small Potatoes : Hoss
- 2000 : Black Books : Trebor
- 2000 : Jason et les argonautes : Castor
- 2001 : So What Now? : Ken
- 2001 : Baddiel's Syndrome : Chef
- 2002 : Sydney Fox, l'aventurière : Ahmid
- 2002-2003 : Dinotopia : Zipeau (voix)
- 2002-2003 : Lenny Henry in Pieces
- 2003 : Between Iraq and a Hard Place : Invité télévision irakienne
- 2003-2004 : Whoopi Goldberg : Nasim Khatenjami
- 2004 : Live at the Apollo : lui-même
- 2005 : Chopra Town : Ali Ergun
- 2005 : One Night Stand : lui-même
- 2005 : My Family and Other Animals : Spiro
- 2006 : Rob Brydon's Annually Retentive : lui-même
- 2006 : Jack Dee's Lead Balloon : Mr. Tilak
- 2006 : Harvey Birdman, Attorney at Law : Perfectioniste (voix)
- 2007 : TV Heaven, Telly Hell : Invité
- 2007 : Have I Got News For You : lui-même
- 2007 : Premier League All Stars : joueur de Chelsea célèbre
- 2007 : Dawn French's Boys Who Do Comedy : lui-même
- 2007-2009 : The Omid Djalili Show : Lui-même et divers rôles
- 2008 : Never Mind the Buzzcocks : lui-même
- 2008 : Headcases : Mohamed Al Fayed
- 2009 : Would I Lie to You? : Invité
- 2011 : The Paul Reiser Show : Habib
- 2012 : Omid Djalili's Little Cracker : Tabac
- 2013 : Splash! : participant
- 2013 : Moonfleet : Aldobrand
- 2014 : The Great Sport Relief Bake Off : Invité
- 2015 : Question Time : Invité
- 2015-2016 : Dickensian : Mr Venus
- 2016 : Insert Name Here : Invité
- 2016 : The One Show : Invité
- 2016-2018 : Stan Lee's Lucky Man : Kamil
- 2017 : Thunderbirds : Horse Williams
- 2018 : All Together Now Celebrities : participant
- 2019 : Queens of Mystery
- 2019 : His Dark Materials : À la croisée des mondes : Dr. Lanselius
- 2020 : L'Écuyer du roi : Sir Fantumar

### Jeux vidéo
- 2009 : Grand Theft Auto: The Ballad of Gay Tony : Yusuf Amir[31]
- 2009 : 50 Cent: Blood on the Sand : Eddie[32]

### DVD
- No Agenda: Live at the London Palladium (26 novembre 2007)
- Live à Londres (16 novembre 2009)
- Tour of Duty (19 novembre 2012)